# 人口负担系数
人口負擔係數是指非生产人口（儿童与老人）与生产人口（青年）的比例称为人口负担系数，一般而言人口負擔系數較低時，對於國家經濟的發展較為有利，這種情形有時稱作人口紅利/撫養率/依賴比率。
按年齡粗略分類，會有三組人士： 
- 兒童：年齡少於十五歲，屬於不從事生產及需要撫養人士。
- 成年人：年齡由十五至六十四歲，會從事生產及扶養他人。
- 老年人：年齡為六十五歲以上，一般不從事生產，生活依靠積蓄、退休金或子女